# Метаморфосі
Метаморфосі (грец. Μεταμόρφωση) — передмістя на півночі Афін, розташоване на відстані приблизно 14 км від грецької столиці.
Майже до кінця 20 ст. територію передмістя займали сільськогосподарські угіддя і гаї, які в кінці століття змінилися міською забудовою. Більшість землі відведена під житлові будинки, промислова зона на півночі та північному сході. На заході від Метаморфосі пропливає річка Кефісс. З передмістя видно гірські хребти Парніта та Пентелі, гори Егалео та Іметт.

## Населення
| Рік  | Населення |
| ---- | --------- |
| 1981 | 17 840    |
| 1991 | 21 052    |
| 2001 | 26 448    |